# Eleições parlamentares no Níger em 2009
As eleições parlamentares nigerinas de 2009 foram realizadas em 20 de outubro.

## Resultados e participação
A taxa de participação ficou entre 18 e 80%. O partido no poder no Níger obteve sem surpresa a maioria absoluta dos 113 assentos no parlamento nesta votação, que acabou sendo denunciada pela comunidade internacional. Dos 100 assentos já atribuidos, o Movimento Nacional para a Sociedade de Desenvolvimento (MNDS, no poder) obteve 68, particularmente os seis na capital. Quatro outras formações, todas próximas ao presidente Mamadou Tandja, também apresentadas no Parlamento na sequência dessas eleições boicotadas pela oposição: A Junta Social Democrática e o Progresso (RDP, 7 eleitos), o partido Alkalami e o Partido Nigerino das Massas para o Trabalho (PMT) com um assento cada um. Onze candidatos independentes foram igualmente eleitos para assentos.

## Reações aos resultados
A Comunidade Econômica dos Estados da África Ocidental (CEDEAO) anunciou a recusa do reconhecimento dos resultados do pleito e a convocação, duma reunião para analisar a situação do país. A organização sub-reginal enviou uma delegação junto do Presidente Tandja para lhe pedir para adiar a votação. "A organização das eleições, na indiferença total da Autoridade dos Chefes de Estado e de Governo da CEDEAO, demonstra uma vontade manifesta das autoridades do Níger de promover a ilegalidade constitucional que prevalece atualmente no seu país", sublinha o comunicado. "Isto significa igualmente uma rejeição do apelo ao diálogo e ao consenso para a resolução da crise constitucional que se agrava no país", acrescentou a CEDEAO.
- Nigéria: O Presidente nigeriano anunciou a convocação duma reunião consultiva dos principais políticos nigerinos, em Abuja no dia 30 de outubro, sob os auspícios do medianeiro da CEDEAO para o Níger, o general Abdulsalami Abubakar. Umaru Yar'Adua precisou que esta reunião visa "implicar, de maneira construtiva, as principais partes da política nigerina na busca duma saída feliz para a crise".[2]

- União Europeia: A U(UE) por sua vez ameaçou suspender sua cooperação se as autoridades do Níger não restaurarem a ordem constitucional alterada depois do referendo de agosto de 2009 que permitiu a Tandja prolongar por três anos o seu mandato que expira em dezembro de 2009, apesar das condenações tanto no Níger como no estrangeiro.[1]